# Saigneville
Saigneville (picardisch: Sainneville) ist eine nordfranzösische Gemeinde mit 336 Einwohnern (Stand 1. Januar 2022) im Département Somme in der Region Hauts-de-France. Die Gemeinde liegt im Arrondissement Abbeville und im Kanton Abbeville-2.

## Geographie

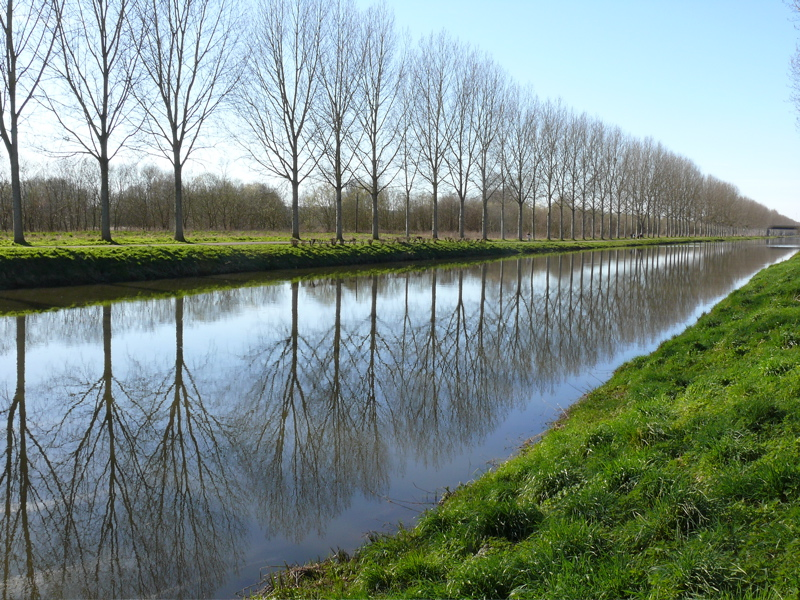
Der Canal de la Somme in Petit-Port

Die von der Bahnstrecke von Abbeville nach Eu berührte Gemeinde am Südufer der kanalisierten Somme wird im Osten von der Trie, einem linken Zufluss der Somme, begrenzt. Nördlich des Canal de la Somme gehören die Weiler Petit-Port und Les Amourettes zu Saigneville. Das Gemeindegebiet gehört zum Regionalen Naturpark Baie de Somme Picardie Maritime.

## Geschichte
Unterhalb von Saigneville führte bis zur Schaffung des Somme-Kanals im Jahr 1786 die Furt Gué de Blanquetaque über die Somme. Daneben wird auch eine Fähre genannt. An der Furt fand im Hundertjährigen Krieg 1346 die Schlacht von Blanchetaque statt.
In Les Salines wurde Salz gewonnen.
| 1962 | 1968 | 1975 | 1982 | 1990 | 1999 | 2006 | 2018 |
| ---- | ---- | ---- | ---- | ---- | ---- | ---- | ---- |
| 403  | 365  | 330  | 351  | 375  | 385  | 401  | 373  |

## Sehenswürdigkeiten
- Kirche Saint-Fuscien[1]